# Angustacsa lobata
Angustacsa lobata is een insect uit de familie van de vlinderhaften (Ascalaphidae), die tot de orde netvleugeligen (Neuroptera) behoort. 
Angustacsa lobata is voor het eerst wetenschappelijk beschreven door New in 1984.